# أستروسات
أستروسات (بالإنجليزية: Astrosat)، وهو أول مرصد فضائي هندي مُخصص للأطوال الموجية المتعددة. أُطلق هذا المرصد على متن مركبة إطلاق الأقمار الاصطناعية القطبية (PSLV-XL) يوم 28 سبتمبر عام 2015. ومع نجاح هذا القمر الاصطناعي، اقترحت منظمة بحوث الفضاء الهندية (ISRO) إطلاق أستروسات 2 باعتباره خليفةً للمرصد أستروسات.

## نظرة عامة
وافقت منظمة بحوث الفضاء الهندية في عام 2004، بعد نجاح الجهاز العلمي الفلكي الهندي للأشعة السينية (IXAE) المُحمول على قمر اصطناعي والذي أُطلق في عام 1996، على تطوير قمر اصطناعي فلكي آخر وكامل باسم أستروسات.
اشترك عدد من المعاهد البحثية الهندية، وغير الهندية، في بناء أجهزة هذا القمر الاصطناعي. تضمنت النواحي الهامة التي تحتاج أن يغطيها هذا المرصد دراسات الأجرام الفيزيائية الفلكية التي تمتد من أجرام المجموعة الشمسية القريبة إلى حتى النجوم البعيدة والأجرام الموجودة على مسافات كونية؛ إذ يمكن تنفيذ دراسات توقيتية خاصة بالمتغيرات التي تتراوح بين نبضات الأقزام البيضاء الساخنة حتى نبضات الأنوية المجرية النشطة، بواسطة أستروسات أيضًا، بمقاييس زمنية تتراوح بين ملليثوانٍ حتى أيام.
يعتبر أستروسات مهمةً فلكيةً للأطوال الموجية المتعددة على متن أحد الأقمار الاصطناعية ببرنامج الاستشعار عن بعد الهندي الذي أُطلق إلى مدار استوائي قريب من الأرض. تغطي الأجهزة الخمسة الموجودة على متن المرصد مناطق الضوء المرئي ذات الأطوال الموجية بين 320 إلى 530 نانومترًا، والمناطق القريبة من الأشعة فوق البنفسجية بين 180 إلى 300 نانومتر، والمناطق البعيدة عن الأشعة فوق البنفسجية بين 130 إلى 180 نانومترًا، ومناطق الأشعة السينية الضعيفة ذات الطاقة بين 0.3 إلى 8 كيلو إلكترون فولت و2 إلى 10 كيلو إلكترون فولت، ومناطق الأشعة السينية القوية بين 3 إلى 80 كيلو إلكترون فولت و10 إلى 150 كيلو إلكترون فولت، من مناطق الطيف الكهرومغناطيسي.
أُطلق أستروسات بنجاح يوم 28 سبتمبر عام 2015 من مركز ساتيش دافان الفضائي على متن الصاروخ PSLV-XL في الساعة 10:00 صباحًا.

## النتائج
رصد أستروسات انفجارًا لأشعة غاما يوم 5 يناير عام 2017. وكان هناك خلاف بين العلماء حول ما إذا كان هذا الحدث مرتبطًا بإشارة الموجة الثقالية «جي دبليو 170104» التي رصدها مرصد ليغو (LIGO) من حدث اندماج ثقبين أسودين يوم 4 يناير عام 2017. وساعد أستروسات في التمييز بين الحدثين. حُدد انفجار أشعة غاما يوم 4 يناير عام 2014 على أنه انفجار مستعر أعظم من النوع الذي يؤدي إلى تشكل ثقب أسود.
التقط أستروسات أيضًا صورًا لظاهرة نادرة لنجم صغير بعمر 6 مليارات عام، أو نجم أزرق شارد، يتغذى على نجم مرافق له أكبر في الحجم ويمتص كتلته وطاقته.
وفي يوم 31 مايو عام 2017، رصد كل من أستروسات، ومرصد تشاندرا للأشعة السينية، ومرصد هابل الفضائي انفجارًا بهالة النجم الأقرب لنا «قنطور الأقرب»، الذي يستضيف بعض الكواكب، على نحو متزامن.
وفي يوم 6 نوفمبر عام 2017، نشرت مجلة نيتشر أسترونومي دراسةً من الباحثين الهنديين الذين يقيسون الاختلافات في استقطاب الأشعة السينية بنباض السرطان الموجود في كوكبة الثور. كانت هذه الدراسة مشروعًا نُفذ بواسطة علماء من معهد تاته للبحوث الأساسية في مومباي؛ ومركز فيكرام ساراباي للفضاء بمدينة ثيروفانانثابورام؛ ومركز الأقمار الاصطناعية بمنظمة البحوث الفضائية الهندية بمدينة بنغالور؛ والمركز المشترك بين الجامعات لعلم الفلك والفيزياء الفلكية بمدينة بونا؛ ومختبر الأبحاث الفيزيائية بمدينة أحمد آباد.
وفي يوليو عام 2018، التقط أستروسات صورةً لعنقود خاص من المجرات، يبعد عن الأرض مسافة 800 مليون سنة ضوئية. يتكون هذا العنقود، المسمى آبيل 2256، من ثلاثة عناقيد منفصلة من المجرات، والتي تندمج مع بعضها البعض لتشكل عنقودًا ضخمًا واحدًا في النهاية بالمستقبل. تحتوي العناقيد الثلاثة الضخمة على أكثر من 500 مجرة، ويصل حجم العنقود إلى مئة مرة من حجم مجرتنا تقريبًا، وتصل كتلته إلى 1500 مرة من كتلتها.
في يوم 26 عام 2018، نُشرت البيانات الأرشيفية الخاصة بمرصد أستروسات بشكل علني. وبحلول يوم 28 سبتمبر 2018، استُشهد ببيانات أستروسات في أكثر من 100 منشور بالصحف العلمية الخاضعة لمراجعة الأقران.  ومن المتوقع أن يرتفع هذا الرقم بعد النشر العلني لبيانات المرصد.